# Детский царь
Детский царь — российская рок-группа, образовавшаяся в 2009 году в Казани. Позиционирует себя как психоделический проект, работающий на стыке панк-рока и электронной музыки.

## История
Основателями группы «Детский царь» стали вокалист Фидаиль («Фидяй») Хусаинов и лидер-гитарист Ильдар «Пого» Гимадиев, бывшие участники казанской андеграундной панк-группы «12 маршрут». Звучание нового коллектива приобрело психоделический характер и значительно усложнилось в сторону экспериментального рока, а в композициях стали активно использоваться акустические (флейта, скрипка) и электронные инструменты. Музыканты дают своему новому стилю название «Волна». В концертных выступлениях группа начинает активно использовать элементы перфоманса, задействуя сюрреалистические костюмы и светомузыкальные эффекты.
В 2012 году «Детский царь» выступал в финальной части музыкального марафона Emergenza в СНГ, которая состоялась 1 июля в московском клубе «Б2». Группа также принимала участие в российских рок-фестивалях «Окна открой!» (2014 и 2015) и «Доброфест» (2015).
В 2014 году выходит дебютный альбом группы, получивший название «Волна». Альбом издан на российском лейбле «Капкан», специализирующемся на современной российской альтернативной музыке. Презентация альбома состоялась 21 февраля 2014 года в казанском «China-Town Cafe».
Композиции группы можно услышать в эфире радиостанций «Наше радио» и «Своё радио». Один из треков представлен на сборнике «Охота-45», составляемом компанией «Бомба-Питер».

## Дискография
- 2014 — Волна

## Текущий состав
- Фидаиль Хусаинов — вокал
- Ильдар Гимадиев — лидер-гитара, электроника, бэк-вокал
- Никита Цыпленков — бас
- Руслан Хисамов — флейта
- Динар Шайдуллин — барабаны